# 金融車
金融車（きんゆうしゃ）とは一般的に金銭融資などの際に債務者から債権者へ担保として提供された上、担保実行された経緯をもつ自動車を指す俗称。金融物（きんゆうもの）・金融流れ（きんゆうながれ）とも。
最近では一般的に諸事情により名義変更（移転登録）ができない状態の自動車を指すことが多い。

## 概要
その理由は様々だが、ほとんどは自動車検査証上の所有者の意思にかかわらず担保提供されるなどして第三者の手に渡ったという場合が多い。所有者による売買や担保提供の承諾が得られていないため、当然譲渡証明書・委任状・印鑑証明などの名義変更（移転登録）に必要な書類が揃わず、名義変更ができない。
また、すでに倒産した会社や行方不明者の名義になっている場合など必要書類を揃えるのが困難なため、そのまま第三者の手に渡ることもある。これらは訳有り車などと呼ばれ金融車とは区別されている。
それでも、有効な自動車検査証及びナンバープレートが備え付けられていれば第三者による公道の走行には問題はないのでそのまま売買されている場合が多い。最近ではインターネットオークションなどで売買されているのが見受けられる。
名義変更ができず占有というかたちで他人の名義のまま乗り続けなくてはならないほか、いくつかのリスク・違法性も伴うため、同一車種の一般中古車相場よりも若干安く流通している。巷にはこの様な車を専門に扱う業者もいる。

## 乗る上でのリスク
一般の中古車より安く手に入るからか、好んで乗る者も多いが、下記の様なリスクもある。
- 任意保険や車両保険などに加入できない場合がある。
- 売買を承諾していない所有者より車両の返還を求められることがある。
- 勝手に売買されていることを知った所有者に車両登録の強制抹消を掛けられることがある（気付かず乗っていたら当然、無車検運行となる）。
- ナンバープレートや車検証を紛失してしまうと再発行手続きが面倒である（再発行の際に所有者の承諾書類が必要になる。）
- その自動車の納税義務者（車検証上の使用者の場合がほとんど）により自動車税課税を差し止められた場合、納税証明書が発行されず継続検査（車検）が受けられない場合がある。
- 使用済となっても普通の自動車の様に一時抹消登録や永久抹消などができないため、廃車や解体などによる処分が容易にできない。

## 違法性
- 金融車は違法ではないとされているが、自動車は購入後15日以内の名義変更（移転登録）を管轄陸運支局に届け出ること、保管場所を車庫証明として管轄の警察署に届け出ることが義務付けられている。厳密に言えばこれらを行わないと違法になる。
- 通常は担保として提供した者が譲渡の意思を記載・署名した書類（譲渡証明書、委任状、印鑑証明）が付属される。担保提供者の意思で売買されたことの証明にはなるが、所有権を有しない者の譲渡書類なので売買契約上は無意味である。

## 金融車となる経緯
最近の金融車は信販会社などに所有権が留保された車がほとんどである。これは購入者がローンで購入したため、自動車検査証上の「所有者」が信販などのローン会社、「使用者」がローンにて購入した購入者になっている状態である。通常はローンの残債を完済するまではこの留保を解除することはできない。しかし、このような状態の車でも担保提供を受け融資を行う金融業者が数多く存在し、それらの業者から金融車として市場に流通するのが一般的である。
手放す側（他人の所有権の車を担保に提供した債務者）には所有者から横領などの罪で告発される場合もある。
その上、第三者の手に渡っても名義変更が行われないため、自動車税は毎年課税（車検が切れるまで）され、完納するまで督促を受けることになる。
さらに自分名義の車が心ないエンドユーザーの手に渡ってしまった場合、交通違反の繰り返し、犯罪などに悪用される可能性も無視できない。